# Medicina rigenerativa
Si dice medicina rigenerativa il processo di rimpiazzamento e rigenerazione delle cellule, tessuti e organi umani per ripristinarne le normali funzioni.
Questo campo di ricerca permette di rigenerare tessuti e organi danneggiati nel corpo rimpiazzando il tessuto danneggiato e/o stimolando i meccanismi di riparazione del corpo per guarire i tessuti precedentemente irreparabili o organi.
La medicina rigenerativa consente inoltre agli scienziati di far crescere tessuti e organi in laboratorio e trapiantarli con sicurezza quando il corpo non può curarsi da solo. Si avvale di dispositivi tecnologici all'avanguardia chiamati bioreattori.
La medicina rigenerativa ha potenzialmente la capacità di risolvere il problema della mancanza di organi disponibili per la donazione in comparazione al numero di pazienti che ne richiedono, soprattutto se l'organo di cui si necessita è fatto con le stesse cellule del paziente.

## Tecnologie
- Terapia genica
- Editing genomico
- Terapia cellulare
- Ingegneria tissutale

### Terapia genica
la terapia genica tenta di modificare o di introdurre geni nel corpo del paziente con l'obiettivo di ottenere trattamenti duraturi, anche curare il cancro, le malattie virali e i disordini ereditari. Gli approcci di terapia genetica comprendono la sostituzione di un gene mutato, che causa malattie, con una corretta copia del gene.
La terapia genica può essere eseguita in vivo, nella quale un gene viene trasferito nelle cellule del paziente, o ex vivo, nella quale il gene viene rilasciato alle cellule fuori dal corpo, per poi venire trasferite in un secondo momento.
In sostanza gli sviluppatori della terapia genica introducono nuovi o corretti geni nelle cellule del paziente attraverso vettori, cioè virus disattivati che non causano la malattia nel paziente, ma servono da veicolo per trasportare il nuovo materiale genetico nelle cellule. Sono stati usati per la terapia genica i retrovirus, gli adenovirus, i virus adenoassociati, gli herpsvirus e il vaccinia virus. In alternativa il nuovo materiale genetico si può introdurre nelle cellule attraverso vettori non virali, tra cui nanoparticelle e nanosfere.
Le tecniche di terapia genica possono essere usate per modificare le cellule ex vivo, che in un secondo momento vengono reintrodotte nel corpo del paziente per combattere la malattia. Questo approccio comprende le tecniche di immunoterapia, tra cui le Car-T, T-cell receptor, le Natural Killer, i Linfociti infiltranti il tumore, i linfociti derivati dal midollo osseo, le cellule gammadelta T e i vaccini contro il cancro.

### Editing genomico
L'editing genomico è una tecnica nella quale il DNA può essere inserito, rimpiazzato, rimosso o modificato in una particolare localizzazione del genoma umano per ottenere benefici terapeutici in modo da poter trattare il cancro, diverse tipologie di malattie rare l'HIV e altro ancora. Ci sono diversi approcci che si appoggiano alle cosiddette "forbici molecolari", spesso una nucleasi ingegnerizzata che permette un taglio preciso nel DNA del paziente, in una specifica locazione del genoma. Poi i "tagli" vengono riparati per creare le modifiche desiderate in un specifico gene.
Le nucleasi attualmente usate nell'editing genomico sono le meganucleasi, le nucleasi di dita di zinco (ZFN), le nucleasi basata sull'effetto di attivazione della trascrizione (TALEN) e il sistema di brevi ripetizioni palindrome raggruppate regolarmente (CRISPR/Cas9).
In alternativa l'editing genomico può essere eseguito mediante la ricombinazione omologa di sequenze dei virus adenoassociati nel DNA del paziente.

### Terapia cellulare
La terapia cellulare consiste nella somministrazione di cellule nel corpo del paziente per sostituire o riparare tessuti danneggiati da una malattia. Diversi tipi di cellule possono essere impiegate tra cui le cellule staminali ematopoietiche, cellule staminali del muscolo, cellule staminali neuronali, cellule staminali mesenchimali, linfociti, cellule dendritiche e cellule delle isole pancreatiche.
Le terapie cellulari possono essere di tipo autologo, cioè il paziente riceve le cellule dal proprio corpo, o allogeniche, quando il paziente riceve le cellule da un donatore.
La maggior parte delle terapie a base cellulare, in corso di sviluppo, utilizzano le cellule staminali pluripotenti. Diversamente dalle cellule embrionali, le pluripotenti sono cellule staminali che sono geneticamente riprogrammate a uno stato capace di diventare un qualsiasi tipo di cellula. Questa tecnologia può permettere lo sviluppo di illimitate tipologie di cellule umane necessarie per scopi terapeutici.

### Ingegneria tissutale
Con l'Ingegneria tissutale si tenta di mantenere, recuperare o sostituire tessuti e organi attraverso la combinazione di impalcature, cellule e molecole. Con l'ingegneria tissutale si utilizza un'impalcatura, detta anche scaffold, che utilizza qualsiasi tipo di materiale, dalle proteine ai polimeri sintetici. Certe terapie partono da uno scaffold esistente, rimuovendo le cellule da un organo, processo chiamato "decellurizzazione" In un secondo momento vengono aggiunte cellule "riprogrammate", permettendo al tessuto o all'organo di svilupparsi ex vivo.
I biomateriali comprendono qualsiasi sostanza che interagisce con il sistema biologico del paziente. I biomateriali forniscono un supporto a tessuti biongegnerizzati.

#### Ingegneria tissutale con peptidi auto-assemblati
La possibilità di auto-assemblaggio dei peptidi sotto forma di strutture come nanotubi, vescicole, nastri elicoidali e impalcature fibrose ha aperto le porte a questo tipo di applicazione anche nel campo dell’ingegneria tissutale.
L'ingegneria tissutale ha bisogno di impalcature che fungano da substrato per la semina delle cellule (come ad esempio quelle staminali) e come supporto fisico per guidare la formazione del nuovo tessuto. Proprio grazie a questo tipo di proprietà, i PNTs che permettono la formazione di scaffold biocompatibili stanno diventando un’ottima opzione nel campo della medicina rigenerativa. Quest’ultimo è un campo interdisciplinare che combina l'ingegneria e la medicina al fine di sviluppare tecniche che consentono di ripristinare, mantenere o migliorare il mantenimento o il potenziamento di tessuti e organi viventi. In quest'ottica si aspira a migliorare la salute e la qualità della vita di milioni di persone in tutto il mondo e dare una soluzione alle attuali limitazioni come rigetti e la scarsa quantità di donatori.
La rigenerazione dei tessuti può essere ottenuta attraverso tre fasi fondamentali:
- la proliferazione cellulare
- la semina delle cellule in un'impalcatura adeguata
- il mantenimento della differenziazione cellulare.

Idealmente, uno scaffold polimerico per l'ingegneria tissutale dovrebbe avere le seguenti caratteristiche:
- avere proprietà superficiali adeguate che promuovano l'adesione, la proliferazione e la differenziazione delle cellule;

- essere biocompatibile;

- essere altamente poroso, con un alto rapporto area superficiale/volume, con una rete di pori interconnessi per la crescita delle cellule e il trasporto di nutrienti e rifiuti metabolici;

- avere proprietà meccaniche sufficienti a sopportare qualsiasi sollecitazione in vivo;

La progettazione di questi tessuti avviene attraverso l’utilizzo combinato di materiali, cellule, mediatori (bio)chimici e sistemi innovativi di coltura attraverso due tipologie di approccio:
- in vitro seeding: il biomateriale viene seminato con le cellule del paziente e posto in un bioreattore che simula l’ambiente biologico, creando condizioni colturali ottimali per la crescita cellulare; Una volta ultimato il tessuto verrà poi impiantato nel paziente;

- tissue guided regeneration: in questo approccio non viene realizzata la semina cellulare in vitro poiché la rigenerazione viene ottenuta direttamente nel paziente.

##### Applicazioni
Le applicazioni di strutture o scaffold costituiti di peptidi auto-assemblanti sono molteplici nel campo dell’ingegneria biomedica e clinica per quanto riguarda la rigenerazione cellulare: 
- Tessuto cardiaco: Uno scaffold con proprietà meccaniche simili al tessuto cardiaco è stato riempito con peptide auto-assemblante (RAD16-II) e cellule staminali per ottenere un impianto bioattivo; successivamente è stato innestato nel tessuto cardiaco danneggiato per indurre la migrazione delle cellule staminali nel tessuto ischemico e per indurre la rigenerazione del tessuto.[5][6]
- Tessuto cartilagineo: L'ingegneria del tessuto cartilagineo è stata eseguita posizionando i condrociti primari e le cellule staminali mesenchimali in idrogel peptidici auto assemblanti per produrre collagene e glicosamminoglicani. Una volta innestato, lo scaffold ricopre tutta l’area lesionata e stimola la proliferazione cellulare da parte dei tessuti circostanti per restituire continuità anatomica della zona trattata. Un peptide ampiamente utilizzato è stato il KLD-12 con sequenza di ACN-KLDLKDLKLDL-CNH2.[5][6]

- Tessuto osseo: Matrici peptidiche (RAD16-I), come ad esempio i nanotubi a rosetta, possono essere utilizzate anche per la rigenerazione dell'osso incorporando una serina foto rilegata che può attrarre ioni di calcio a formare cristalli di idrossiapatite e a funzionalizzarli con un'adesione cellulare.[5][6]
- Tessuto nervoso: Si è dimostrato che una struttura di peptide RADA16-I è in grado di riparare le lesioni del midollo spinale e le vie ottiche, ripristinando la funzione visiva.[5][6]
- Tessuto molle: un’impalcatura 3D costituita di peptidi può fungere da struttura per una migliore rigenerazione tissutale, velocizzando la riepitelizzazione delle ferite.[5][6]

Nell'ambito ortopedico, la rigenerazione di cartilagine, tessuto osseo e tendini è chiamata ortobiologia.

##### Criticità
Ovviamente questo tipo di applicazioni riscontra alcune problematiche e limitazioni legate all’interazione con il corpo umano:
- differenziamento cellulare: utilizzando un tessuto artificiale bisogna tenere conto della complessità e la difficoltà della differenziazione cellulare partendo da cellule staminali prima dell’innesto nel paziente;
- vascolarizzazione: Cellule e tessuti devono essere adeguatamente ossigenati e nutriti, e devono poter espellere i prodotti di rifiuto derivanti dall'attività metabolica;
- complessità dei tessuti biologici: La ricostruzione di una struttura composta da più tessuti o componenti non è sempre facile o ricreabile in laboratorio;
- risposta immunitaria dell’organismo: L'utilizzo di cellule autologhe garantisce una completa accettabilità delle componenti cellulari da parte del sistema immunitario del paziente.